# 伯格曼法则
伯格曼法则又译为贝格曼法则（英語：Bergmann's rule）是动物学中广泛接受的一种规律，指同一种类恒温动物的体形会随着生活地区纬度或海拔的增高而变大。比如生活于北极地区的北极熊就比其他地区的熊类体形更庞大。该定律是以19世纪德国生物学家卡尔·伯格曼的名字命名的。
也有研究发现，有些昆虫类群个体大小随纬度升高而增加，符合伯格曼法则。
反伯格曼法则则认为随着纬度升高，生长季缩短，动物的发育时间相应减少，因而生物体型会变短变小。

## 机理解释
对于恒温动物，伯格曼法则认为这是由于随着体形的增大，动物的相对体表面积（即体表面积与动物体积之比）变小，从而导致体表发散比率变小，因而能更好地保存热量以适应高纬度地区的寒冷环境。不过，目前也有科学家认为这可能是由于高纬度地区的植物有更丰富的营养，动物在食用了这些植物后才长得更大。
对昆虫而言，一般个体较大、发育时间较长的物种，更可能符合反伯格曼法则；而个体较小、发育时间较短的物种，更可能符合伯格曼法则。